# Edgar Lubbock
Edgar Lubbock,LLB, né le 22 février 1847 à St. James's et mort le 9 septembre 1907 à Knightsbridge, est un footballeur  et joueur de cricket anglais. Il remporte la coupe d'Angleterre de football en 1872 avec le Wanderers Football Club.

## Palmarès
- Wanderers FC
  - Vainqueur de la Coupe d’Angleterre 1872
- Old Etonians FC
  - Vainqueur de la Coupe d’Angleterre 1879
  - Finaliste de la Coupe d’Angleterre 1875 et 1876